# Opłata bankowa
Opłata bankowa – opłata pobierana przez bank za czynności dokonywane na rzecz klienta. Do często spotykanych opłat bankowych należą:
- opłaty i prowizje za podstawowe usługi rozliczeniowe (np. opłata za prowadzenie rachunku, realizację polecenia przelewu, polecenia zapłaty, zlecenia stałego, wpłaty gotówkowej na rachunek w innym banku, z tytułu świadczenia usług bankowości elektronicznej),
- opłaty i prowizje związane z obsługą kart płatniczych (np. opłata za wydanie karty, wypłatę gotówki z użyciem karty debetowej, wypłatę gotówki w ramach usługi cash back),
- opłaty związane z realizacją wpłaty gotówkowej na rachunek bankowy w instytucjach innych niż banki (np. na poczcie).